# HC Oceláři Třinec v české hokejové extralize 2013/2014
Sezóna 2013/2014 je 19. sezónou Třincev české extralize. Hlavním trenérem byl Jiří Kalous. 

## Za Třinec hráli
| Brankář                                                                                     | Peter Hamerlík   | 2.1.1982    | |
| Brankář                                                                                     | Šimon Hrubec     | 30.6.1991   | |
| Brankář                                                                                     | Branislav Konrád | 10.10.1987  | |
| Obránce                                                                                     | Tomáš Linhart    | 16.2.1984   | Příchod z PSG Zlín na začátku sezóny |
| Obránce                                                                                     | Josef Hrabal     | 17.8.1985   | Odchod 13.1.2014 do HK Sibir Novosibirsk (KHL)                                                                                            |
| Obránce                                                                                     | Lukáš Galvas     | 28.3.1979   | |
| Obránce                                                                                     | Martin Lojek     | 19.8.1985   | 7.1.2014 - přestup do Piráti Chomutov |
| Obránce                                                                                     | Michael Foltýn   | 6.10.1994   | Příchod z HK Nový Jičín (2 liga) |
| Obránce                                                                                     | Lukáš Zíb        | 24.2.1977   | |
| Obránce                                                                                     | Vladimír Roth    | 25.6.1990   | |
| Obránce                                                                                     | Jakub Kania      | 16.12.1990  | |
| Obránce                                                                                     | Daniel Krejčí    | 27.4.1992   | Příchod z HC Slavia Praha |
| Obránce                                                                                     | David Roupec     | 23.5.1992   | |
| Obránce                                                                                     | David Nosek      | 19.2.1981   | Příchod 7.1.2014 z HC Kometa Brno |
| Obránce                                                                                     | Marek Trončinský | 13.9.1988   | Příchod 13.1.2014 z HC Slovan Bratislava                                                                                                  |
| Útočník                                                                                     | Martin Adamský   | 13.7.1981   | |
| Útočník                                                                                     | Radek Bonk       | 9.1.1976    | Po sezoně oznámil ukončení hokejová kariéry                                                                                               |
| Útočník                                                                                     | Daniel Rákos     | 25.5.1987   | |
| Útočník                                                                                     | Jakub Orsava     | 27.2.1991   | |
| Útočník                                                                                     | Jan Peterek      | 17,.10.1971 | Po sezoně dne 18.4.2014 oznámil ukončení hokejová kariéry                                                                                 |
| Útočník                                                                                     | Rostislav Marosz | 23.2.1991   | |
| Útočník                                                                                     | Jiří Polanský    | 18.12.1981  | |
| Útočník                                                                                     | Václav Varaďa    | 26.4.1976   | Poslední utkání jako hráč 5.1.2014 se Slávii Praha pak jako asistent trenéra. 12.4.nastoupil do 6.utkání semifinále play off proti Zlínu. |
| Útočník                                                                                     | Radim Matuš      | 20.10.1993  | |
| Útočník                                                                                     | Marek Růžička    | 10.4.1995   | |
| Útočník                                                                                     | Erik Hrňa        | 25.6.1988   | |
| Útočník                                                                                     | Marek Zagrapan   | 6.12.1986   | 9.1.2014 - hostování do konce sezony do Rytíři Kladno                                                                                     |
| Útočník                                                                                     | David Ostřížek   | 1.10.1990   | |
| Útočník                                                                                     | Adam Rufer       | 3.9.1991    | |
| Útočník                                                                                     | Martin Růžička   | 15.12.1985  | Nová roční smlouva |
| Útočník                                                                                     | David Květoň     | 3.1.1988    | Návrat z Kärpät Oulu |
| Útočník                                                                                     | Vojtěch Polák    | 27.6.1985   | Příchod 1.1.2014 z Dinamo Riga |
| Trenéři - Jiří Kalous , Pavel Marek, Jaroslav Kameš (trenér brankářů) později Václav Varaďa |                  |             | |

### Odchody
| Hráč           | Do klubu           | Post    |
| -------------- | ------------------ | ------- |
| Ctirad Ovčačík |                    | obránce |
| Tomáš Klouček  |                    | útočník |
| Tomáš Klimenta | BK Mladá Boleslav  | útočník |
| Martin Podešva | Orli Znojmo (EBEL) | útočník |

## Přípravné zápasy před sezonou
- Havířov - Třinec 3 : 4 (1:0, 0:2, 2:2) Branky za Třinec: 22. Orsava, 38. Ostřížek, 47. Rákos, 58. Gorškov. Hráno: 1. srpna.

- Třinec - Košice 4 : 3 (1:0, 2:0, 1:3) Branky za Třinec: 37. a 49. Marek Růžička, 2. Ižacký, 25. Adamský. Hráno: 6. srpna.

- Třinec - Košice 7 : 2 (2:1, 3:1, 2:0) Branky za Třinec: 16. a 21. Gorškov, 6. Lojek, 33. Polanský, 38. Matuš, 42. Adamský, 52. Kindl. Hráno: 8. srpna.

- Třinec - Vítkovice 4 : 1 (1:0, 1:1, 2:0) Branky za Třinec: 9. Adamský, 33. Marosz, 47. Lojek, 48. Ostřížek. Hráno: 15. srpna.

- Třinec - Zlín 6 : 1 (3:0, 2:0, 1:1) Branky za Třinec: 7. Gorškov, 12. Adamský, 14. Marek Růžička, 25. Kindl, 39. Hrabal, 42. Ostřížek. Hráno: 20. srpna.

- Třinec - HK Sibir Novosibirsk 1 : 5 (1:3, 0:1, 0:1) Branky za Třinec: 6. Peterek . Hráno: 28. srpna na turnaji v Jekatěrinburgu.

- Avtomobilist Jekatěrinburg - Třinec 3 : 1 (2:0, 0:0, 1:1) Branky za Třinec: 48. Adamský. Hráno: 29. srpna na turnaji v Jekatěrinburgu.

- Třinec - Nižnij Tagil 5 : 2 (1:0, 2:2, 2:0) Branky za Třinec: 18. Marosz, 31. Zíb, 39. Ostřížek, 45. Gorškov, 49. Adamský. Hráno: 30. srpna na turnaji v Jekatěrinburgu.

- Nižnij Tagil - Třinec 4 : 1 (2:1, 0:0, 2:0) Branky za Třinec: 6. Krejčí. Hráno: 31. srpna na turnaji v Jekatěrinburgu jako zápas o 3. místo.

- Třinec - Olomouc 5 : 3 (3:1, 2:2, 0:0) Branky za Třinec: 5. Bonk, 7. Matuš, 15. Rákos, 28. Polanský, 35. Adamský. Hráno: 5. září.

## Základní část
| Kolo | Datum         | Domácí         | Výsledek | Hosté          | Třetiny               | Hráč utkání Třinec | Hráč utkání soupeř |
| ---- | ------------- | -------------- | -------- | -------------- | --------------------- | ------------------ | ------------------ |
| 1.   | pá 13.9.2013  | Třinec         | 1 : 4    | Liberec        | (0:2, 1:1, 0:1)       | Jiří Polanský      | Marek Schwarz      |
| 2.   | ne 15.9.2013  | Hradec Králové | 3 : 2    | Třinec         | (0:0, 1:2, 2:0)       | Radek Bonk         | Jakub Langhammer   |
| 3.   | pá 20.9.2013  | Třinec         | 3 : 0    | Zlín           | (1:0, 2:0, 0:0)       | Josef Hrabal       | Petr Zámorský      |
| 4.   | ne 22.9.2013  | Plzeň          | 3 : 2 SN | Třinec         | (1:0, 0:1, 1:1 - 0:0) | Šimon Hrubec       | Matěj Machovský    |
| 5.   | út 24.9.2013  | Třinec         | 6 : 4    | Chomutov       | (0:0, 4:3, 2:1)       | Jiří Polanský      | Ľuboš Bartečko     |
| 6.   | pá 27.9.2013  | Sparta Praha   | 8 : 3    | Třinec         | (4:1, 2:2, 2:0)       | Martin Adamský     | Petr Ton           |
| 7.   | ne 29.9.2013  | Litvínov       | 1 : 3    | Třinec         | (0:0, 1:1, 0:2)       | Lukáš Galvas       | Pavel Francouz     |
| 8.   | út 1.10.2013  | Třinec         | 3 : 1    | Karlovy Vary   | (0:0, 2:1, 1:0)       | Václav Varaďa      | Petr Koblasa       |
| 9.   | pá 4.10.2013  | Kladno         | 4 : 5    | Třinec         | (1:2, 3:1, 0:2)       | Marek Zagrapan     | Pavel Patera       |
| 10.  | ne 6.10.2013  | Třinec         | 3 : 2    | Slavia Praha   | (2:1, 1:1, 0:0)       | Šimon Hrubec       | Dominik Furch      |
| 12.  | ne 13.10.2013 | Třinec         | 3 : 0    | Pardubice      | (2:0, 1:0, 0:0)       | Jiří Polanský      | Lukáš Radil        |
| 11.  | út 15.10.2013 | Kometa Brno    | 6 : 3    | Třinec         | (1:1, 4:2, 1:0)       | Martin Adamský     | Vojtěch Němec      |
| 13.  | pá 18.10.2013 | Vítkovice      | 2 : 3    | Třinec         | (1:1, 0:1, 1:1)       | Šimon Hrubec       | Vladimír Svačina   |
| 14.  | ne 20.10.2013 | Liberec        | 4 : 2    | Třinec         | (1:0, 1:1, 2:1)       | Vladimír Roth      | Tomáš Urban        |
| 15.  | pá 25.10.2013 | Třinec         | 3 : 6    | Hradec Králové | (1:0, 1:2, 1:4)       | Jan Peterek        | Jaroslav Kudrna    |
| 16.  | ne 27.10.2013 | Zlín           | 2 : 3 SN | Třinec         | (0:1, 1:1, 1:0 - 0:1) | Martin Růžička     | Jaroslav Balaštík  |
| 17.  | pá 1.11.2013  | Třinec         | 3 : 0    | Plzeň          | (0:0, 3:0, 0:0)       | Martin Adamský     | Václav Pletka      |
| 18.  | ne 3.11.2013  | Chomutov       | 2 : 5    | Třinec         | (0:2, 1:2, 1:1)       | Jiří Polanský      | Jaroslav Svoboda   |
| 19.  | st 13.11.2013 | Třinec         | 3 : 2 SN | Sparta Praha   | (0:1, 1:1, 1:0 - 1:0) | Jiří Polanský      | Jan Piskáček       |
| 20.  | pá 15.11.2013 | Třinec         | 0 : 2    | Litvínov       | (0:1, 0:1, 0:0)       | Adam Rufer         | Pavel Francouz     |
| 21.  | ne 17.11.2013 | Karlovy Vary   | 3 : 1    | Třinec         | (1:0, 1:0, 1:1)       | Jiří Polanský      | Tomáš Závorka      |
| 22.  | út 19.11.2013 | Třinec         | 2 : 3    | Kladno         | (0:0, 1:2, 1:1)       | Martin Adamský     | Petr Tenkrát       |
| 23.  | pá 22.11.2013 | Třinec         | 5 : 2    | Slavia Praha   | (2:0, 1:1, 2:1)       | Martin Adamský     | David Skokan       |
| 24.  | ne 24.11.2013 | Třinec         | 3 : 0    | Kometa Brno    | (1:0, 2:0, 0:0)       | Martin Růžička     | Leoš Čermák        |
| 25.  | pá 29.11.2013 | Pardubice      | 2 : 1 PP | Třinec         | (0:1, 0:0, 1:0 - 1:0) | Šimon Hrubec       | Július Hudáček     |
| 26.  | ne 1.12.2013  | Třinec         | 2 : 4    | Vítkovice      | (2:0, 0:2, 0:2)       | Martin Adamský     | Daniel Dolejš      |
| 27.  | út 3.12.2013  | Třinec         | 1 : 4    | Liberec        | (1:1, 0:2, 0:1)       | Jan Peterek        | Petr Nedvěd        |
| 28.  | pá 6.12.2013  | Hradec Králové | 2 : 0    | Třinec         | (1:0, 0:0, 1:0)       | Šimon Hrubec       | Pavel Kantor       |
| 29.  | ne 8.12.2013  | Třinec         | 2 : 1    | Zlín           | (0:0, 2:0, 0:1)       | Šimon Hrubec       | Luboš Horčička     |
| 30.  | pá 13.12.2013 | Plzeň          | 4 : 0    | Třinec         | (0:0, 1:0, 3:0)       | Šimon Hrubec       | Radek Duda         |
| 31.  | ne 15.12.2013 | Třinec         | 2 : 1    | Chomutov       | (0:0, 0:0, 2:1)       | Vladimír Roth      | Martin Růžička     |
| 32.  | čt 26.12.2013 | Sparta Praha   | 4 : 0    | Třinec         | (1:0, 1:0, 2:0)       | Peter Hamerlík     | Jan Buchtele       |
| 33.  | so 28.12.2013 | Litvínov       | 1 : 0    | Třinec         | (0:0, 1:0, 0:0)       | Šimon Hrubec       | Filip Pavlík       |
| 34.  | po 30.12.2013 | Třinec         | 4 : 3    | Karlovy Vary   | (0:0, 2:3, 2:0)       | Václav Varaďa      | Michal Vachovec    |
| 35.  | pá 3.1.2014   | Kladno         | 1 : 2 SN | Třinec         | (1:0, 0:1, 0:0 - 0:0) | Daniel Krejčí      | Michal Dragoun     |
| 36.  | ne 5.1.2014   | Slavia Praha   | 1 : 4    | Třinec         | (0:1, 1:1, 0:2)       | Vladimír Roth      | Juraj Valach       |
| 37.  | pá 10.1.2014  | Kometa Brno    | 3 : 4    | Třinec         | (1:2, 0:2, 2:0)       | Martin Adamský     | Štěpán Novotný     |
| 38.  | ne 12.1.2014  | Třinec         | 4 : 2    | Pardubice      | (2:2, 1:0, 1:0)       | Radek Bonk         | Václav Benák       |
| 39.  | pá 17.1.2014  | Vítkovice      | 6 : 3    | Třinec         | (2:1, 1:2, 3:0)       | Radek Bonk         | Jiří Burger        |
| 40.  | ne 19.1.2014  | Liberec        | 2 : 6    | Třinec         | (0:2, 2:3, 0:1)       | Martin Růžička     | Petr Nedvěd        |
| 41.  | pá 24.1.2014  | Třinec         | 3 : 0    | Hradec Králové | (0:0, 1:0, 2:0)       | Jiří Polanský      | Tomáš Mertl        |
| 42.  | ne 26.1.2014  | Zlín           | 3 : 2    | Třinec         | (2:0, 0:1, 1:1)       | Jan Peterek        | Libor Kašík        |
| 43.  | út 28.1.2014  | Třinec         | 5 : 1    | Plzeň          | (1:0, 4:0, 0:1)       | Martin Adamský     | Tomáš Slovák       |
| 44.  | pá 31.1.2014  | Chomutov       | 3 : 4    | Třinec         | (2:1, 0:0, 1:3)       | David Květoň       | Josef Straka       |
| 45.  | ne 2.2.2014   | Třinec         | 5 : 4    | Sparta Praha   | (3:0, 0:0, 2:4)       | Martin Růžička     | Jaroslav Hlinka    |
| 46.  | út 4.2.2014   | Třinec         | 6 : 2    | Litvínov       | (1:0, 1:2, 4:0)       | Martin Růžička     | Viktor Hübl        |
| 47.  | čt 6.2.2014   | Karlovy Vary   | 2 : 6    | Třinec         | (0:2, 1:3, 1:1)       | Vojtěch Polák      | Petr Pohl          |
| 48.  | út 25.2.2014  | Třinec         | 6 : 0    | Kladno         | (2:0, 1:0, 3:0)       | Marek Trončinský   | Miloslav Hořava    |
| 49.  | pá 28.2.2014  | Slavia Praha   | 2 : 3    | Třinec         | (1:2, 1:1, 0:0)       | Martin Růžička     | Marek Tomica       |
| 50.  | ne 2.3.2014   | Třinec         | 10 : 2   | Kometa Brno    | (2:1, 4:0, 4:1)       | Martin Růžička     | Vojtěch Němec      |
| 51.  | út 4.3.2014   | Pardubice      | 7 : 5    | Třinec         | (2:1, 4:1, 1:3)       | Peter Hamerlík     | Jiří Vašíček       |
| 52.  | pá 7.3.2014   | Třinec         | 3 : 1    | Vítkovice      | (1:0, 2:1, 0:0)       | Vladimír Roth      | Daniel Dolejš      |

## Play-off -Sezona 2013 / 2014
|  | Předkolo | Předkolo                     | Předkolo          |                              |    | Čtvrtfinále     | Čtvrtfinále | Čtvrtfinále     |   |    | Semifinále        | Semifinále | Semifinále     |   |  | Finále | Finále | Finále |
|  |          |                              |                   |                              |    |                 |             |                 |   |    |                   |            |                |   |  |        |        |        |
|  | 8.       | HC Vítkovice Steel           | 3                 |                              |    |                 |             |                 |   |    |                   |            |                |   |  |        |        |        |
|  | 9.       | Bílí Tygři Liberec           | 0                 |                              |    |                 |             |                 |   |    |                   |            |                |   |  |        |        |        |
|  | 9.       | Bílí Tygři Liberec           | 0                 |                              | 1. | HC Sparta Praha | 4           |                 |   |    |                   |            |                |   |  |        |        |        |
|  |          |                              |                   |                              | 1. | HC Sparta Praha | 4           |                 |   |    |                   |            |                |   |  |        |        |        |
|  |          |                              | 8.                | HC Vítkovice Steel           | 1  |                 |             |                 |   |    |                   |            |                |   |  |        |        |        |
|  |          |                              | 8.                | HC Vítkovice Steel           | 1  |                 |             |                 |   |    |                   |            |                |   |  |        |        |        |
|  |          |                              |                   |                              |    |                 |             |                 |   |    |                   |            |                |   |  |        |        |        |
|  |          |                              |                   |                              |    |                 |             |                 |   |    |                   |            |                |   |  |        |        |        |
|  |          |                              |                   |                              |    |                 | 1.          | HC Sparta Praha | 3 |    |                   |            |                |   |  |        |        |        |
|  |          |                              |                   |                              |    |                 |             |                 | 3 |    |                   |            |                |   |  |        |        |        |
|  |          | 6.                           | HC Kometa Brno    | 4                            |    |                 |             |                 |   |    |                   |            |                |   |  |        |        |        |
|  |          | 6.                           | HC Kometa Brno    | 4                            |    |                 |             |                 |   |    |                   |            |                |   |  |        |        |        |
|  |          |                              |                   |                              |    |                 |             |                 |   |    |                   |            |                |   |  |        |        |        |
|  |          |                              |                   |                              |    |                 |             |                 |   |    |                   |            |                |   |  |        |        |        |
|  |          | 3.                           | HC Škoda Plzeň    | 2                            |    |                 |             |                 |   |    |                   |            |                |   |  |        |        |        |
|  |          |                              |                   | 2                            |    |                 |             |                 |   |    |                   |            |                |   |  |        |        |        |
|  |          |                              | 6.                | HC Kometa Brno               | 4  |                 |             |                 |   |    |                   |            |                |   |  |        |        |        |
|  |          |                              | 6.                | HC Kometa Brno               | 4  |                 |             |                 |   |    |                   |            |                |   |  |        |        |        |
|  |          |                              |                   |                              |    |                 |             |                 |   |    |                   |            |                |   |  |        |        |        |
|  |          |                              |                   |                              |    |                 |             |                 |   |    |                   |            |                |   |  |        |        |        |
|  |          |                              |                   |                              |    |                 |             |                 |   |    |                   | 6.         | HC Kometa Brno | 1 |  |        |        |        |
|  |          |                              |                   |                              |    |                 |             |                 |   |    |                   |            |                |   |  |        |        |        |
|  |          | 4.                           | PSG Zlín          | 4                            |    |                 |             |                 |   |    |                   |            |                |   |  |        |        |        |
|  |          | 4.                           | PSG Zlín          | 4                            |    |                 |             |                 |   |    |                   |            |                |   |  |        |        |        |
|  |          |                              |                   |                              |    |                 |             |                 |   |    |                   |            |                |   |  |        |        |        |
|  |          |                              |                   |                              |    |                 |             |                 |   |    |                   |            |                |   |  |        |        |        |
|  |          | 2.                           | HC Oceláři Třinec | 4                            |    |                 |             |                 |   |    |                   |            |                |   |  |        |        |        |
|  |          |                              |                   | 4                            |    |                 |             |                 |   |    |                   |            |                |   |  |        |        |        |
|  |          |                              | 7.                | HC ČSOB Pojišťovna Pardubice | 1  |                 |             |                 |   |    |                   |            |                |   |  |        |        |        |
|  | 7.       | HC ČSOB Pojišťovna Pardubice | 7.                | HC ČSOB Pojišťovna Pardubice | 1  | 3               |             |                 |   |    |                   |            |                |   |  |        |        |        |
|  | 7.       | HC ČSOB Pojišťovna Pardubice |                   |                              |    | 3               |             |                 |   |    |                   |            |                |   |  |        |        |        |
|  | 10.      | HC Slavia Praha              | 2                 |                              |    |                 |             |                 |   |    |                   |            |                |   |  |        |        |        |
|  | 10.      | HC Slavia Praha              | 2                 |                              |    |                 |             |                 |   | 2. | HC Oceláři Třinec | 2          |                |   |  |        |        |        |
|  |          |                              |                   |                              |    |                 |             |                 |   | 2. | HC Oceláři Třinec | 2          |                |   |  |        |        |        |
|  |          | 4.                           | PSG Zlín          | 4                            |    |                 |             |                 |   |    |                   |            |                |   |  |        |        |        |
|  |          | 4.                           | PSG Zlín          | 4                            |    |                 |             |                 |   |    |                   |            |                |   |  |        |        |        |
|  |          |                              |                   |                              |    |                 |             |                 |   |    |                   |            |                |   |  |        |        |        |
|  |          |                              |                   |                              |    |                 |             |                 |   |    |                   |            |                |   |  |        |        |        |
|  |          | 4.                           | PSG Zlín          | 4                            |    |                 |             |                 |   |    |                   |            |                |   |  |        |        |        |
|  |          |                              |                   | 4                            |    |                 |             |                 |   |    |                   |            |                |   |  |        |        |        |
|  |          |                              | 5.                | Mountfield Hradec Králové    | 2  |                 |             |                 |   |    |                   |            |                |   |  |        |        |        |
|  |          |                              | 5.                | Mountfield Hradec Králové    | 2  |                 |             |                 |   |    |                   |            |                |   |  |        |        |        |
|  |          |                              |                   |                              |    |                 |             |                 |   |    |                   |            |                |   |  |        |        |        |

## Play off (čtvrtfinále)

### HC Oceláři Třinec-HC ČSOB Pojišťovna Pardubice4:1 na zápasy
| 18. března 2014 17:00 | HC Oceláři Třinec | 0:4 (0:1, 0:2, 0:1) | HC ČSOB Pojišťovna Pardubice | Werk Arena Návštěvnost: 4564 |  |

| Report |  |          |                                                                              |                                      |
|        |  | Brankáři |                                                                              | Rozhodčí: Radek Husička, Roman Polák |
|        |  |          | 01:54 Tomáš Zohorna 24:58 Jiří Cetkovský 38:03 Tomáš Nosek 53:56 Petr Sýkora | Rozhodčí: Radek Husička, Roman Polák |

| 19. března 2014 17:00 | HC Oceláři Třinec | 5:1 (0:0, 3:0, 2:1) | HC ČSOB Pojišťovna Pardubice | Werk Arena Návštěvnost: 4391 |  |

| Report                                                                                            |                                                                                                   |          |                   |                                        |
|                                                                                                   |                                                                                                   | Brankáři |                   | Rozhodčí: Vladimír Pešina, René Hradil |
| 23:20 Tomáš Linhart 29:25 Jiří Polanský 36:44 Martin Růžička 58:21 Vojtěch Polák 59:59 Adam Rufer | 23:20 Tomáš Linhart 29:25 Jiří Polanský 36:44 Martin Růžička 58:21 Vojtěch Polák 59:59 Adam Rufer |          | 57:47 Petr Sýkora | Rozhodčí: Vladimír Pešina, René Hradil |

| 22. března 2014 18:20 | HC ČSOB Pojišťovna Pardubice | 1:2 PP (0:0, 0:0, 1:1) | HC Oceláři Třinec | ČEZ Arena Návštěvnost: 9052 |  |

| Report            |                   |          |                                      |                                       |
|                   |                   | Brankáři |                                      | Rozhodčí: Vladimír Šindler, Robin Šír |
| 45:50 Tomáš Nosek | 45:50 Tomáš Nosek |          | 54:56 Lukáš Zíb 66:54 Martin Růžička | Rozhodčí: Vladimír Šindler, Robin Šír |

| 23. března 2014 17:00 | HC ČSOB Pojišťovna Pardubice | 0:1 (0:0, 0:0, 0:1) | HC Oceláři Třinec | ČEZ Arena Návštěvnost: 10071 |  |

| Report |  |          |                      |                                     |
|        |  | Brankáři |                      | Rozhodčí: Martin Fraňo, Pavel Hodek |
|        |  |          | 59:34 Martin Růžička | Rozhodčí: Martin Fraňo, Pavel Hodek |

| 26. března 2014 18:20 | HC Oceláři Třinec | 6:3 (2:1, 2:1, 2:1) | HC ČSOB Pojišťovna Pardubice | Werk Arena Návštěvnost: 4424 |  |

| Report | |          |                                                          |                                  |
| | | Brankáři |                                                          | Rozhodčí: René Hradil, Robin Šír |
| 05:44 David Nosek 08:43 Radek Bonk 29:17 Martin Růžička 38:43 Jiří Polanský 41:12 Vojtěch Polák 56:18 Adam Rufer | 05:44 David Nosek 08:43 Radek Bonk 29:17 Martin Růžička 38:43 Jiří Polanský 41:12 Vojtěch Polák 56:18 Adam Rufer |          | 06:40 Radoslav Tybor 32:10 Lukáš Radil 50:27 Tomáš Nosek | Rozhodčí: René Hradil, Robin Šír |

Do semifinále postoupil tým HC Oceláři Třinec, když v sérii zvítězil 4:1 na zápasy.

## Play off (semifinále)

### HC Oceláři Třinec-PSG Zlín2:4 na zápasy
| 2. dubna 2014 17:20 | HC Oceláři Třinec | 4:0 (0:0, 4:0, 0:0) | PSG Zlín | Werk Arena Návštěvnost: 4402 |  |

| Report                                                                                          |                                                                                                 |                 |               |                                                                    |
| Šimon Hrubec                                                                                    | Šimon Hrubec                                                                                    | Brankáři        | Tomáš Štůrala | Rozhodčí: René Hradil Pavel Hodek Čároví: Miloš Bádal Roman Pouzar |
| Marek Trončinský – 21:30' Martin Růžička – 25:01' Vojtěch Polák – 30:37' Vojtěch Polák – 37:00' | Marek Trončinský – 21:30' Martin Růžička – 25:01' Vojtěch Polák – 30:37' Vojtěch Polák – 37:00' | 1–0 2–0 3–0 4–0 |               | Rozhodčí: René Hradil Pavel Hodek Čároví: Miloš Bádal Roman Pouzar |
| 12 min                                                                                          | 12 min                                                                                          | Tresty          | 18 min        | Rozhodčí: René Hradil Pavel Hodek Čároví: Miloš Bádal Roman Pouzar |
| 38                                                                                              | 38                                                                                              | Střely          | 25            | Rozhodčí: René Hradil Pavel Hodek Čároví: Miloš Bádal Roman Pouzar |

| 3. dubna 2014 17:00 | HC Oceláři Třinec | 5:2 (0:1, 3:1, 2:0) | PSG Zlín | Werk Arena Návštěvnost: 4868 |  |

| Report | |                             |                                                   |                                                                         |
| Šimon Hrubec                                                                                                 | Šimon Hrubec                                                                                                 | Brankáři                    | Luboš Horčička                                    | Rozhodčí: Martin Fraňo Vladimír Pešina Čároví: Jiří Gebauer Vít Lederer |
| Martin Adamský – 23:56' Radek Bonk – 34:32' Radek Bonk – 38:50' Marek Trončinský – 54:18' Erik Hrňa – 56:09' | Martin Adamský – 23:56' Radek Bonk – 34:32' Radek Bonk – 38:50' Marek Trončinský – 54:18' Erik Hrňa – 56:09' | 0–1 1–1 1–2 2–2 3–2 4–2 5–2 | 00:26' – Antonín Honejsek 29:57' – Bedřich Köhler | Rozhodčí: Martin Fraňo Vladimír Pešina Čároví: Jiří Gebauer Vít Lederer |
| 8 min | 8 min | Tresty                      | 30 min                                            | Rozhodčí: Martin Fraňo Vladimír Pešina Čároví: Jiří Gebauer Vít Lederer |
| 27 | 27 | Střely                      | 28                                                | Rozhodčí: Martin Fraňo Vladimír Pešina Čároví: Jiří Gebauer Vít Lederer |

| 6. dubna 2014 16:10 | PSG Zlín | 2:0 (0:0, 1:0, 1:0) | HC Oceláři Třinec | Zimní stadion Luďka Čajky Návštěvnost: 5401 |  |

| Report                                           |                                                  |          |              |                                                                      |
| Libor Kašík                                      | Libor Kašík                                      | Brankáři | Šimon Hrubec | Rozhodčí: Milan Minář Robin Šír Čároví: Stanislav Barvíř Petr Blümel |
| Martin Matějíček – 20:36' Ondřej Veselý – 59:56' | Martin Matějíček – 20:36' Ondřej Veselý – 59:56' | 1–0 2–0  |              | Rozhodčí: Milan Minář Robin Šír Čároví: Stanislav Barvíř Petr Blümel |
| 10 min                                           | 10 min                                           | Tresty   | 8 min        | Rozhodčí: Milan Minář Robin Šír Čároví: Stanislav Barvíř Petr Blümel |
| 31                                               | 31                                               | Střely   | 27           | Rozhodčí: Milan Minář Robin Šír Čároví: Stanislav Barvíř Petr Blümel |

| 7. dubna 2014 17:10 | PSG Zlín | 4:3 (1:1, 1:1, 2:1) | HC Oceláři Třinec | Zimní stadion Luďka Čajky Návštěvnost: 5115 |  |

| Report                                                                                   |                                                                                          |                             |                                                                  |                                                                          |
| Libor Kašík                                                                              | Libor Kašík                                                                              | Brankáři                    | Šimon Hrubec                                                     | Rozhodčí: Antonín Jeřábek René Hradil Čároví: Jaromír Bláha Evžen Kostka |
| Filip Čech – 14:39' Bedřich Köhler – 37:53' Jiří Marušák – 42:36' Ondřej Veselý – 52:50' | Filip Čech – 14:39' Bedřich Köhler – 37:53' Jiří Marušák – 42:36' Ondřej Veselý – 52:50' | 0–1 1–1 2–1 2–2 3–2 3–3 4–3 | 00:32' – Martin Růžička 39:40' – David Nosek 52:31' – Radek Bonk | Rozhodčí: Antonín Jeřábek René Hradil Čároví: Jaromír Bláha Evžen Kostka |
| 12 min                                                                                   | 12 min                                                                                   | Tresty                      | 10 min                                                           | Rozhodčí: Antonín Jeřábek René Hradil Čároví: Jaromír Bláha Evžen Kostka |
| 24                                                                                       | 24                                                                                       | Střely                      | 36                                                               | Rozhodčí: Antonín Jeřábek René Hradil Čároví: Jaromír Bláha Evžen Kostka |

| 10. dubna 2014 17:20 | HC Oceláři Třinec | 3:4 PP (0:1, 2:0, 1:2 - 0:1 ) | PSG Zlín | Werk Arena Návštěvnost: 5032 |  |

| Report                                                               |                                                                      |          |                                                                                                   |                                                                         |
| Šimon Hrubec                                                         | Šimon Hrubec                                                         | Brankáři | Libor Kašík                                                                                       | Rozhodčí: Martin Fraňo Vladimír Pešina Čároví: Jiří Gebauer Vít Lederer |
| 29:05' – Vojtěch Polák 33:41' – David Květoň 46:24' – Martin Růžička | 29:05' – Vojtěch Polák 33:41' – David Květoň 46:24' – Martin Růžička |          | 13:33' – Antonín Honejsek 44:01' – Marek Melenovský 45:40' – Jiří Marušák 66:20' – Oldřich Kotvan | Rozhodčí: Martin Fraňo Vladimír Pešina Čároví: Jiří Gebauer Vít Lederer |
| 10 min                                                               | 10 min                                                               | Tresty   | 12 min                                                                                            | Rozhodčí: Martin Fraňo Vladimír Pešina Čároví: Jiří Gebauer Vít Lederer |
| 36                                                                   | 36                                                                   | Střely   | 26                                                                                                | Rozhodčí: Martin Fraňo Vladimír Pešina Čároví: Jiří Gebauer Vít Lederer |

| 12. dubna 2014 17:30 | PSG Zlín | 5:1 (2:0, 1:0, 2:1) | HC Oceláři Třinec | Zimní stadion Luďka Čajky Návštěvnost: 7000 |  |

| Report | |          |                       |                                                                         |
| Libor Kašík | Libor Kašík | Brankáři | Šimon Hrubec          | Rozhodčí: Vladimír Šindler Milan Minář Čároví: Miloš Bádal Roman Pouzar |
| 00:37' – Petr Čajánek 04:11' – Ondřej Veselý 33:30' – Jaroslav Balaštík 49:10' – Bedřich Köhler 53:03' – Antonín Honejsek | 00:37' – Petr Čajánek 04:11' – Ondřej Veselý 33:30' – Jaroslav Balaštík 49:10' – Bedřich Köhler 53:03' – Antonín Honejsek |          | 40:33' – Jakub Orsava | Rozhodčí: Vladimír Šindler Milan Minář Čároví: Miloš Bádal Roman Pouzar |
| 10 min | 10 min | Tresty   | 14 min                | Rozhodčí: Vladimír Šindler Milan Minář Čároví: Miloš Bádal Roman Pouzar |
| 26 | 26 | Střely   | 33                    | Rozhodčí: Vladimír Šindler Milan Minář Čároví: Miloš Bádal Roman Pouzar |

Do finále postoupil tým PSG Zlín, když v sérii zvítězil 4:2 na zápasy.

### Statistiky HC Oceláři Třinec
| Základní část | Základní část | Základní část | Základní část | Play off | Play off | Play off | Play off |
| Ročník        | Útočníci      | Obránci       | Brankáři      | Útočníci | Obránci  | Brankáři |          |
| ------------- | ------------- | ------------- | ------------- | -------- | -------- | -------- | -------- |
| 2013/2014     | Zde           | Zde           | Zde           | Zde      | Zde      | Zde      |          |

## Hráli za Třinec
- Brankáři Peter Hamerlík • Šimon Hrubec • Juraj Šimboch
- Obránci Michael Foltýn • Lukáš Galvas • Jakub Kania • Daniel Krejčí • Tomáš Linhart • Jakub Matyáš • David Nosek • Vladimír Roth • David Roupec • Marek Trončinský • Lukáš Zíb
- Útočníci Martin Adamský • Radek Bonk –  • Erik Hrňa • Denis Kindl • David Květoň • Radim Matuš • Jakub Orsava • Jan Peterek • Vojtěch Polák • Jiří Polanský • Daniel Rákos • Adam Rufer • Marek Růžička • Martin Růžička • Václav Varaďa
- Hlavní trenér Jiří Kalous